# Список флагманов, флагманов флота, инженер-флагманов, инженер-флагманов флота Морских сил РККА СССР (1935—1940)
Список содержит фамилии только тех из высшего командного состава морских сил РККА кто не был переаттестован после отмены званий: флагман 2-го ранга, флагман 1-го ранга, флагман флота 2-го ранга, флагман флота 1-го ранга, инженер-флагман 2-го ранга, инженер-флагман 1-го ранга, инженер-флагман флота.

## Список
| Список высшего командного состава морских сил РККА 1935—1940 г. (только не переаттестованные в 1940 г.) | Список высшего командного состава морских сил РККА 1935—1940 г. (только не переаттестованные в 1940 г.) | Список высшего командного состава морских сил РККА 1935—1940 г. (только не переаттестованные в 1940 г.) | Список высшего командного состава морских сил РККА 1935—1940 г. (только не переаттестованные в 1940 г.) | Список высшего командного состава морских сил РККА 1935—1940 г. (только не переаттестованные в 1940 г.) | Список высшего командного состава морских сил РККА 1935—1940 г. (только не переаттестованные в 1940 г.) |
| Ф. И. О.                                                                                                | Годы жизни                                                                                              | флагман 2-го ранга                                                                                      | флагман 1-го ранга                                                                                      | флагман флота 2-го ранга                                                                                | флагман флота 1-го ранга                                                                                |
| --- | --- | --- | --- | --- | --- |
| Васильев, Александр Васильевич                                                                          | 1887—1938                                                                                               | 28.11.1935                                                                                              | — | — | — |
| Васильев, Григорий Васильевич                                                                           | 1893—1943                                                                                               | 28.11.1935                                                                                              | — | — | — |
| Викторов, Михаил Владимирович                                                                           | 1894—1938                                                                                               | — | — | — | 20.11.1935                                                                                              |
| Виноградский, Георгий Георгиевич                                                                        | 1890—1938                                                                                               | 28.11.1935                                                                                              | — | — | — |
| Галкин, Георгий Павлович                                                                                | 1896—1938                                                                                               | 26.11.1935                                                                                              | — | — | — |
| Душенов, Константин Иванович                                                                            | 1895—1940                                                                                               | — | 20.11.1935                                                                                              | — | — |
| Исаков, Дмитрий Павлович                                                                                | 1895—1947                                                                                               | 20.11.1935                                                                                              | — | — | — |
| Кадацкий-Руднев, Иван Никитич                                                                           | 1889—1938                                                                                               | — | 20.11.1935                                                                                              | — | — |
| Киреев, Григорий Петрович                                                                               | 1890—1938                                                                                               | — | 20.11.1935                                                                                              | — | — |
| Кожанов, Иван Кузьмич                                                                                   | 1897—1938                                                                                               | — | — | 20.11.1935                                                                                              | — |
| Лудри, Иван Мартынович                                                                                  | 1895—1937                                                                                               | — | 20.11.1935                                                                                              | — | — |
| Озолин, Яков Иванович                                                                                   | 1883—1938                                                                                               | 02.12.1935                                                                                              | — | — | — |
| Орлов, Владимир Митрофанович                                                                            | 1895—1938                                                                                               | — | — | — | 20.11.1935                                                                                              |
| Панцержанский, Эдуард Самойлович                                                                        | 1887—1937                                                                                               | — | 20.11.1935                                                                                              | — | — |
| Сивков, Александр Кузьмич                                                                               | 1892—1938                                                                                               | 26.11.1935                                                                                              | 25.01.1937                                                                                              | — | — |
| Смирнов-Светловский, Петр Иванович                                                                      | 1897—1940                                                                                               | 02.12.1935                                                                                              | 15.08.1937                                                                                              | 17.02.1938                                                                                              | — |
| Ф. И. О.                                                                                                | Годы жизни                                                                                              | инженер- флагман 2-го ранга                                                                             | инженер- флагман 1-го ранга                                                                             | инженер- флагман флота                                                                                  | — |
| Алякринский, Николай Владимирович                                                                       | 1896—1938                                                                                               | 26.11.1935                                                                                              | — | — | — |
| Алякрицкий, Борис Евгеньевич                                                                            | 1899—1937                                                                                               | 02.12.1935                                                                                              | — | — | — |
| Леонов, Александр Васильевич                                                                            | 1895—1939                                                                                               | 02.12.1935                                                                                              | — | — | — |
| Матусевич, Николай Николаевич                                                                           | 1895—1947                                                                                               | — | 22.12.1939                                                                                              | — | — |

## Хронология введения, изменения статуса (соответствия), отмены званий и знаков различия

### 1917
Приказом Морского министра № 125 от 16 апреля 1917 года были отменены погоны Российского Императорского флота. Взамен вводятся нарукавные знаки различия. Звания контр-адмирал, вице-адмирал, адмирал будут отменены только после Октябрьской революции 1917 года, а после их «восстановления» мае 1940 года первичное адмиральское звание контр-адмирал некоторым офицерам высшего командного состава будет присвоено второй раз.
Выдержка из приказа:
… В соответствии с формой одежды, установленной во флотах всех свободных стран объявляю следующие изменения формы одежды чинов флотов и Морского ведомства впредь до окончательной выработки её в установленном порядке:
1) изъять из употребления все виды наплечных погон;
2) ношение шарфа отменить;
3) вензелевое изображение на оружии уничтожить;
4) середину кокарды, впредь до установления фуражки нового образца, закрасить в красный цвет.
Вместо наплечных погон устанавливаю нарукавные отличия из галуна — на сюртук, китель и тужурку — кругом всего рукава, на пальто — только с наружного края.
Сообразно чинам нашивки располагаются следующим образом :
у контр-адмирала — один широкий галун в 3/4 с завитком и под ним два широких по одному без завитков, а сверху пятиконечная звезда;
у вице-адмирала,- такие же галуны, что и у контр-адмирала, но над ними две пятиконечные звезды;
у адмирала, — такие же галуны, как у вице-адмирала, но над ними три пятиконечные звезды.
(Примечание: выделенные фрагменты текста Приказа в некоторых изданиях напечатаны с ошибками)

### 1935—1940
Воинские звания и знаки различия высшего командного состава морских сил РККА (1935—1940)
Введены постановлениями Совета Народных Комиссаров № 2591 для морских сил РККА от 22 сентября 1935 года.
Объявлены приказом Народного Комиссара обороны № 144 от 26 сентября 1935 года.

Законом СССР от 01.09.1939 г. «О всеобщей воинской обязанности» было установлено, что Вооруженные силы СССР состояли из Рабоче-Крестьянской Красной Армии, Рабоче-Крестьянского Военно-Морского Флота, пограничных и внутренних войск НКВД СССР. Военнослужащие и военнообязанные стали подразделяться на рядовой и начальствующий состав. Начальствующий состав разделялся на группы: высшую, старшую, среднюю и младшую.
Каждому военнослужащему командного и начальствующего состава РККА присваивается командное или специальное военное звание, определяемое его военной или специальной подготовкой, служебным стажем и аттестацией.

### 1940—1943
- Генеральские и адмиральские звания в Красной Армии были введены 07.05.1940 указами Президиума Верховного Совета СССР «Об установлении воинских званий высшего командного состава Красной Армии» и «Об установлении воинских званий высшего командного состава Военно-Морского Флота». В соответствии с этими указами вводились воинские звания для строевого командного состава Военно-Морского Флота корабельной службы: контр-адмирал, вице-адмирал, адмирал, адмирал флота.
- Указами Президиума Верховного Совета СССР 06.01.1943 «О введении новых знаков различия для личного состава Красной Армии»[6] и от 15.02.1943 «О введении новых знаков различия для личного состава ВМФ»[7] были введены погоны.